# Lethrinops leptodon
Lethrinops leptodon är en fiskart som beskrevs av Regan 1922. Lethrinops leptodon ingår i släktet Lethrinops och familjen Cichlidae. IUCN kategoriserar arten globalt som livskraftig. Inga underarter finns listade i Catalogue of Life.